# Örtjärnen (Delsbo socken, Hälsingland)
Örtjärnen är en sjö i Hudiksvalls kommun i Hälsingland och ingår i Delångersåns huvudavrinningsområde. Sjön är 8 meter djup, har en yta på 0,041 kvadratkilometer och befinner sig 242 meter över havet.